# Трисеребротулий
Трисеребротулий — бинарное неорганическое соединение, интерметаллид
тулия и серебра
с формулой Ag3Tm,
кристаллы.

## Получение
- Сплавление стехиометрических количеств чистых веществ:

{\displaystyle {\mathsf {Tm+3Ag\ {\xrightarrow {960^{o}C}}\ Ag_{3}Tm}}}

## Физические свойства
Трисеребротулий образует кристаллы нескольких модификаций:
- кубическая сингония (примитивная решётка), пространственная группа P m3m, параметры ячейки a = 0,42117 нм, Z = 1, структура типа медьтризолота Au3Cu, высокотемпературная фаза;
- ромбическая сингония, пространственная группа P mmn, параметры ячейки a = 0,6075 нм, b = 0,4948 нм, c = 0,5163 нм, Z = 2, структура типа титантримеди Cu3Ti, низкотемпературная фаза[1][2][3][4].

Соединение конгруэнтно плавится при температуре ≈960 °C.